# Prosper Chanal
Pour les articles homonymes, voir Chanal.
Prosper Hector Chanal, né le 26 juin 1763 à Bourg-Saint-Andéol et mort le 22 janvier 1830 à Paris, est un navigateur français.

## Biographie

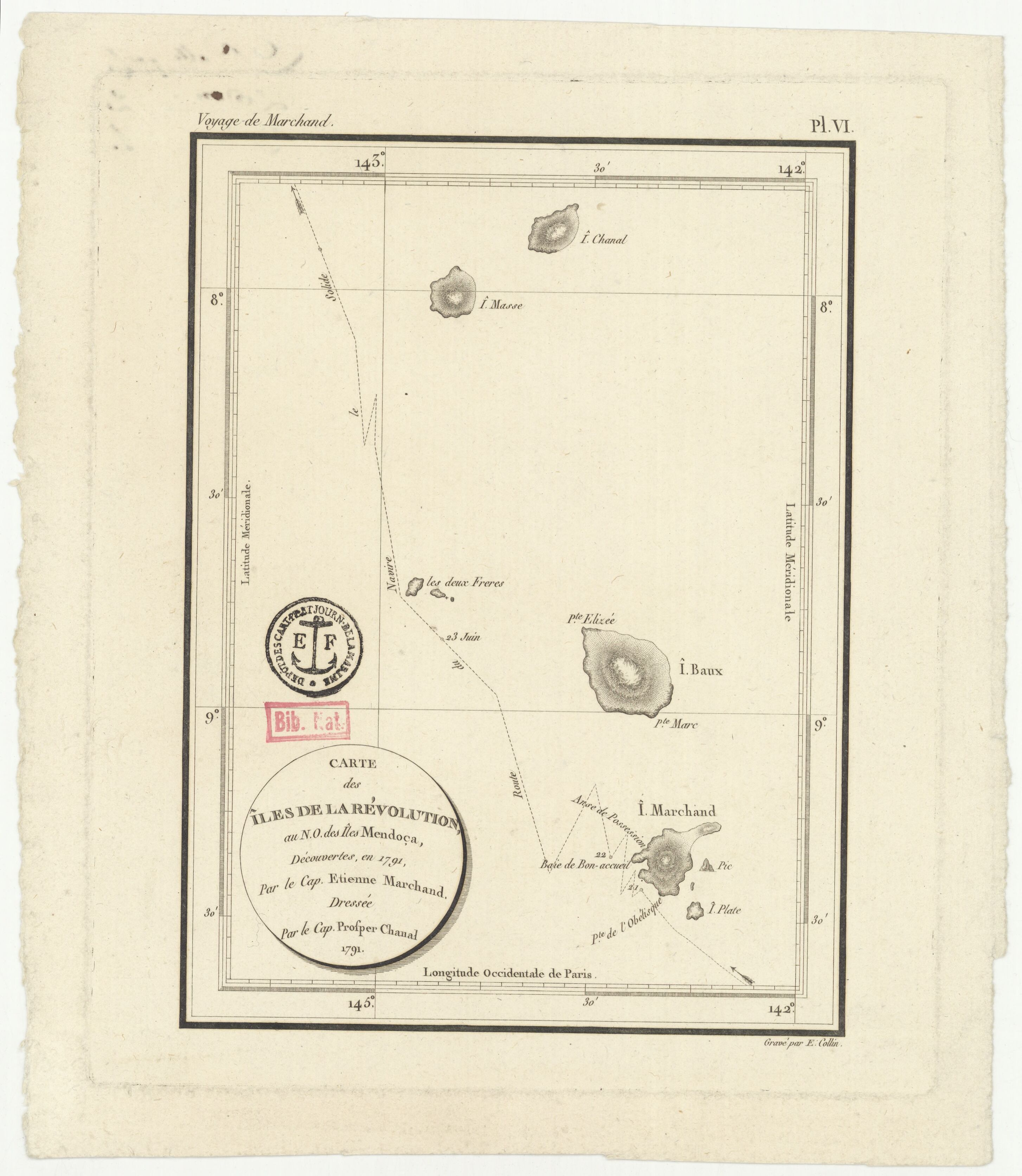
Carte des îles de la révolution au N.O. des îles Mendoça, découvertes en 1791, par le Cap(itaine) Étienne Marchand, dressée par le Cap(itaine) Prosper Chanal ; gravée par E. Collin

Prosper Chanal est le second d'Étienne Marchand sur le Solide lors de son expédition autour du monde en 1790-1792.
Entré dans l'administration des services de Napoléon Ier, il devient chef de bureau à l'Intendance générale de la Maison de l'Empereur où il sert de 1807 à 1810 et il est de 1807 à 1811, administrateur du Premier Empire à la manufacture des Gobelins. En 1813, il est aussi chef de division de l'intendance générale de la couronne et en juillet 1814, chef du bureau des beaux-arts à l'intendance générale de la Maison du Roi.
Il est le père d'Adolphe de Chanal.

## Travaux
- 1791 : Carte des îles de la révolution au N.O. des îles Mendoça, découvertes en 1791, par le Cap. Étienne Marchand